# Tai-Chi Master
Pour plus de détails, voir Fiche technique et Distribution.
Tai-Chi Master (太極張三豐, Tai ji: Zhang San Feng) est un film hongkongais réalisé par Yuen Woo-ping, sorti en 1993.

## Synopsis
Zhang Junbao et Dang Tianbao sont deux orphelins qui ont été élevés au temple Shaolin, où ils ont appris les arts martiaux. Après leur expulsion du temple pour en avoir bafoué les règles, ils commencent à mendier pour survivre. Puis Junbao rejoint un groupe révolutionnaire, tandis que Tianbao s'engage dans l'armée régulière. Les deux amis d'enfance deviennent donc peu à peu ennemis, et leur confrontation devient inévitable.

## Fiche technique
- Titre : Tai-Chi Master
- Titre original : 太極張三豐 (Tai ji: Zhang San Feng)
- Réalisation : Yuen Woo-ping
- Scénario : Yip Kwong-kim
- Photographie : Moon-Tong Lau en tant que Tom Lau
- Montage : Angie Lam
- Musique : Stephen Edwards et Wu Wai-lap
- Chorégraphie : Yuen Woo-ping
- Société de distribution : Metropolitan Filmexport (France)
- Pays de production :  Hong Kong
- Langue originale : cantonais
- Format : couleur — 35 mm — 1,85:1 — son mono
- Genre : action (arts martiaux), comédie dramatique
- Durée : 96 minutes
- Dates de sortie : 
  - Hong Kong : 18 novembre 1993
  - France : 23 janvier 2002

## Distribution
- Jet Li (VF : Pierre-François Pistorio) : Zhang Junbao
- Michelle Yeoh (VF : Déborah Perret) : Siu Lin
- Chin Siu-ho (VF : Jean-Philippe Puymartin) : Dang Tianbao
- Fennie Yuen : mademoiselle Li
- Yuen Cheung-yan (en) (VF : Vincent Violette) : taoiste Ling
- Lau Shun (VF : Bruno Dubernat) : maître Jueyuan
- Yu Hai : grand maître
- Sun Jian-kui (VF : Patrice Dozier) : eunuque Liu Jin

## Accueil

### Box-office
- Hong Kong : 12 564 442 $ HK[1]
- France : 146 604 entrées[2]